# Nissan Trade
Ebro F-Series – samochód osobowo-dostawczy klasy wyższej produkowany pod hiszpańską marką Ebro w latach 1977–1987 i pod japońską marką Nissan jako Nissan Trade w latach 1987–2002.

## Historia i opis modelu

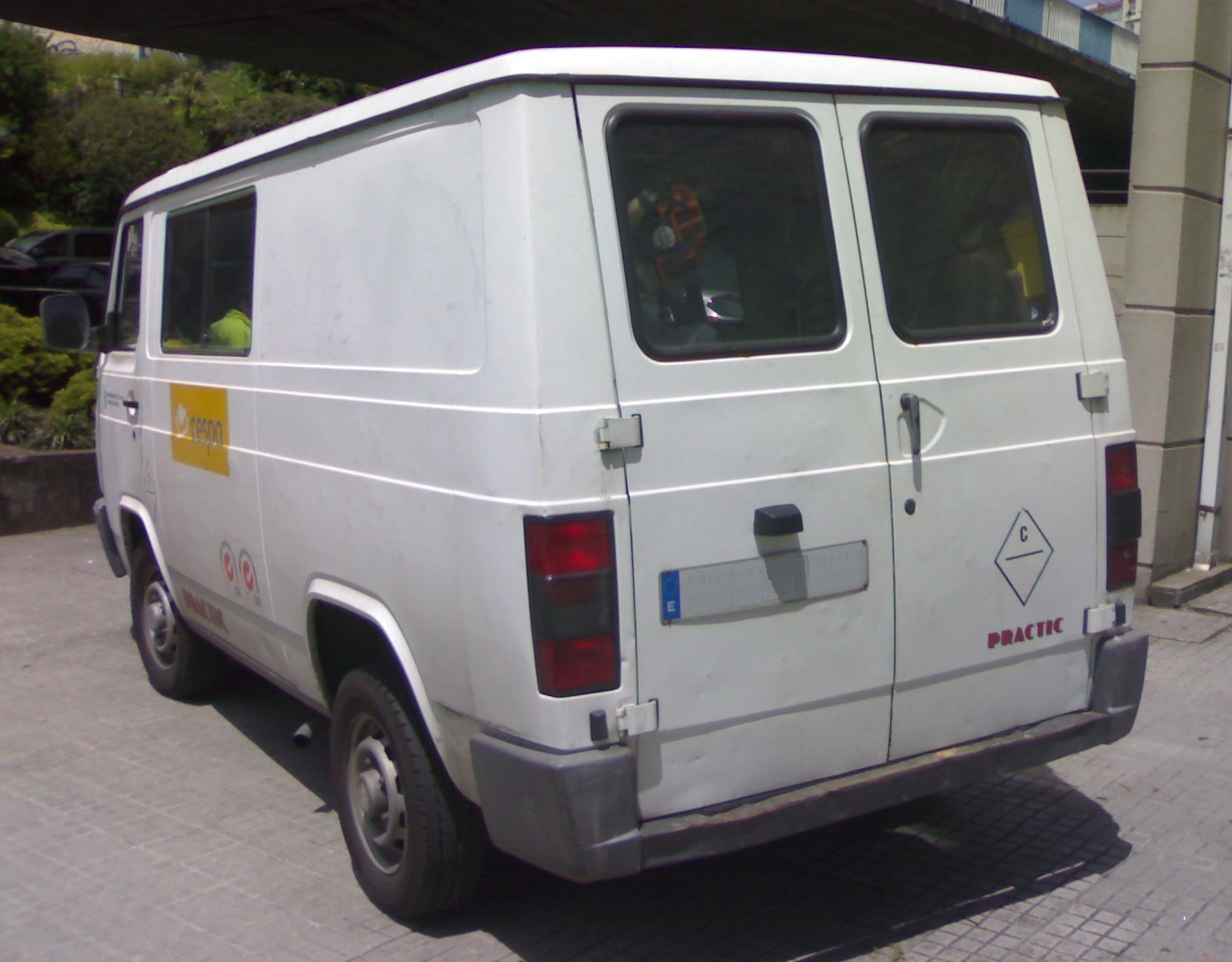
Nissan Trade – tył

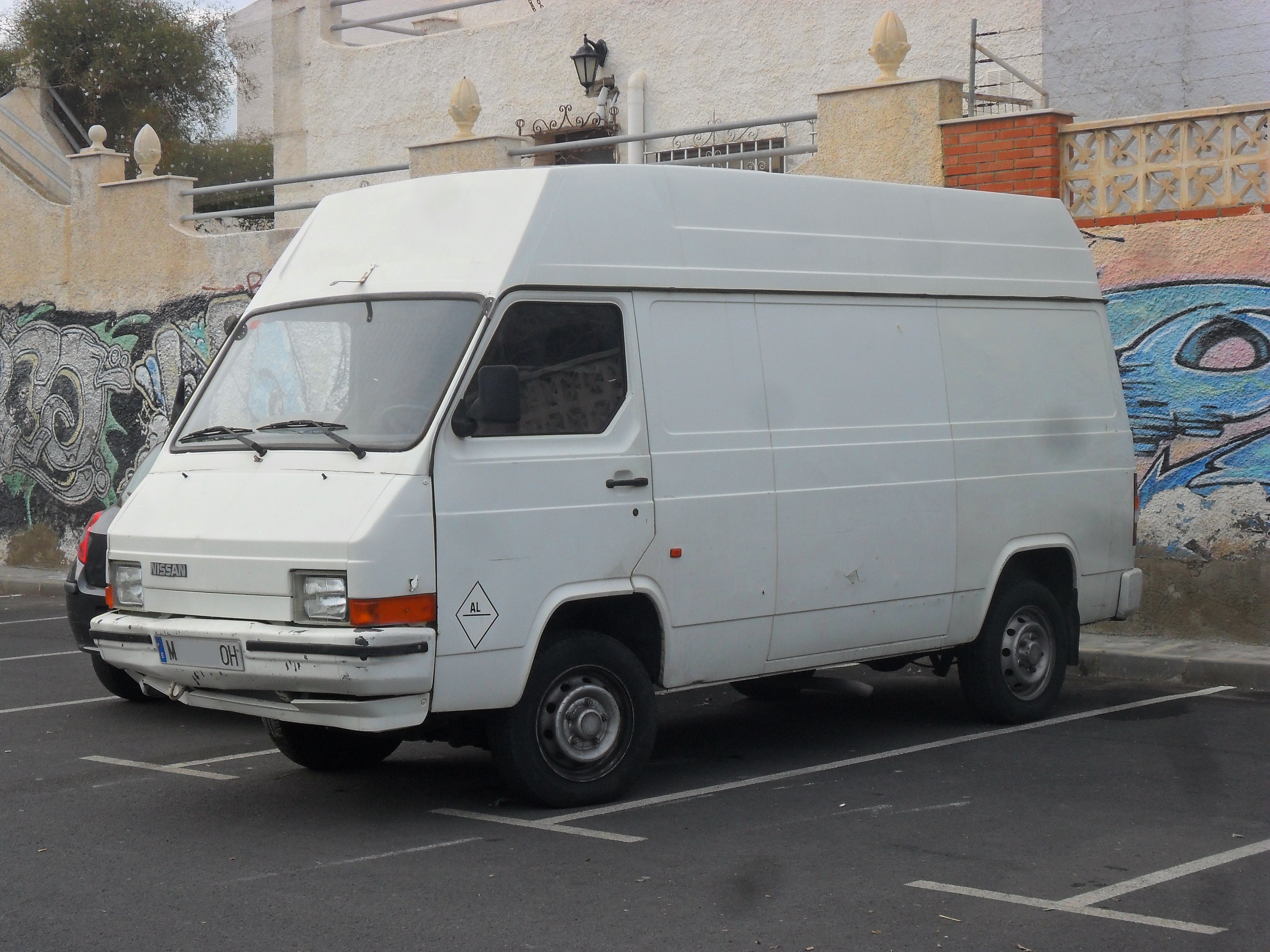
Nissan Trade po liftingu

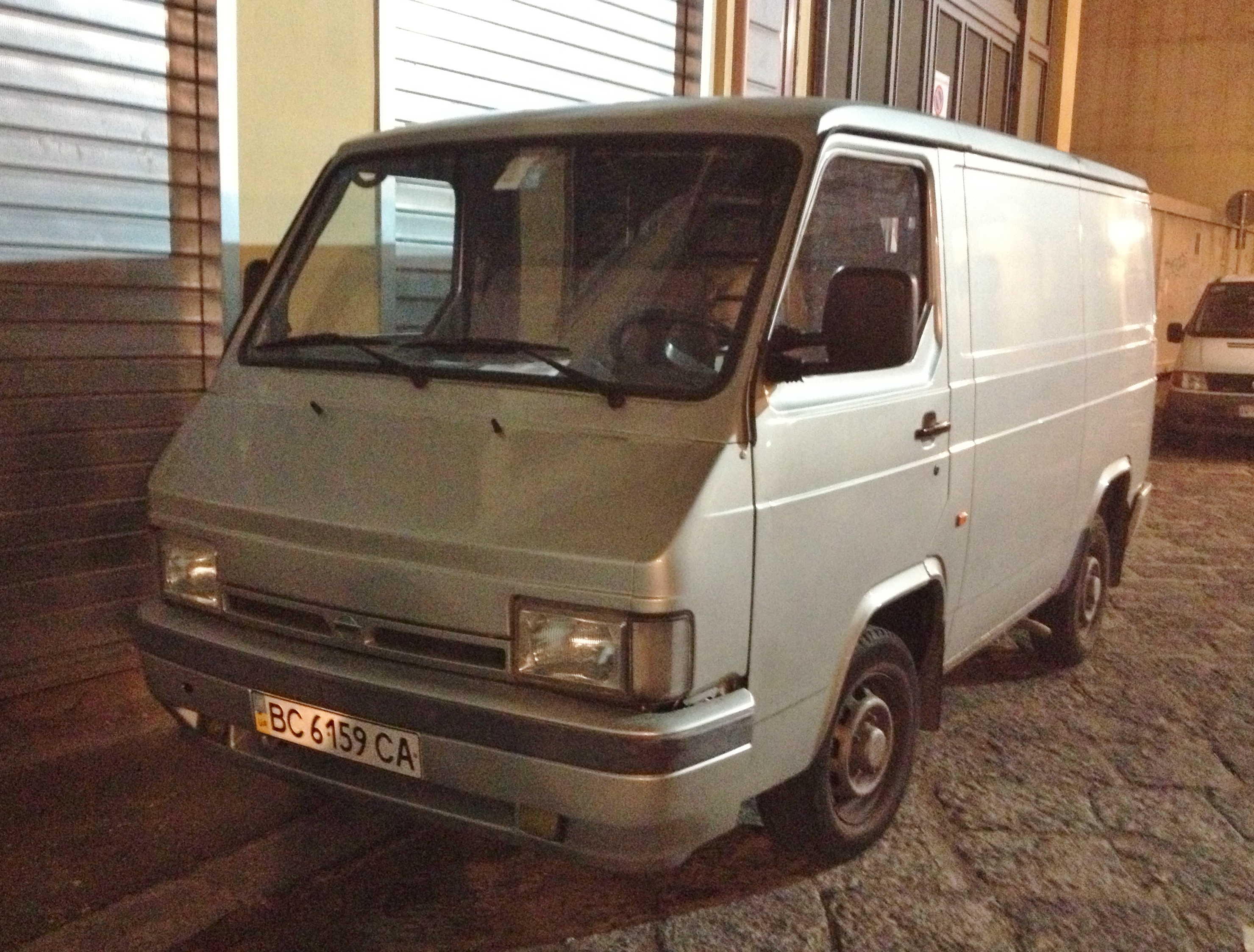
Nissan Trade po drugim liftingu

W drugiej połowie lat 70. XX wieku hiszpańskie przedsiębiorstwo Ebro zdecydowało się obszernie zmodernizować model F-108, odchodząc od dotychczas jedynie nieznacznie zmodernizowanej stylistyki Alfa Romeo F12 z 1966 roku. Inwestycja w modernizację pojazdu zbiegła się z intensywnym rozwojem i zwiększeniem mocy produkcyjnych. Przy takich samych proporcjach i niezmienionej m.in. linii szyb, model F-Series stał się odtąd bardziej kanciasty i zyskał charakterystyczny, nisko opadający pas przedni.
Gama nadwoziowa Ebro F-Series utworzona została zarówno przez osobowego vana i minibusa, jak i szeroki zakres wariantów dostawczych tworzony przez furgona, jak i pickupa oraz podwozie do zabudowy z różną długością rozstawu osi. Nazwa poszczególnych modeli z Serii F różniła się w zależności od wielkości nadwozia i dopuszczalnej masy całkowitej. 

### Restylizacje i zmiana nazwy
W 1987 roku Nissan, posiadający już udziały w hiszpańskim Ebro Motor Ibérica, całkowicie przejął tę firmę wraz z zakładami produkcyjnymi ulokowanymi w Barcelonie i Ávili. W efekcie, wytwarzane w nich samochody zostały obszernie zmodernizowane i zmieniły swoje nazwy, a Ebro F-Series przemianowano na Nissan Trade. Wraz ze zmianą nazwy samochód przeszedł obszerną restylizację nadwozia, zyskując m.in. nowy wygląd pasa przedniego i tylnego. Kolejną modernizację przeprowadzono w 1994 roku, przynosząc przemodelowaną przednią część nadwozia

### Sprzedaż
Zarówno wcześniejszy model marki Ebro, jak i późniejsza seria produkowana przez Nissana oferowana była tylko na rynku europejskim. Samochód w wariantach użytkowych zdobył szczególnie dużą popularność na lokalnym rynku hiszpańskim, gdzie powszechnie stosowany był przez służby mundurowe i publiczne jako m.in. ambulans czy policyjny radiowóz. W czasie gdy produkcja Ebro F-Series trwała 10 lat, tak Nissan Ebro produkowany był przez kolejne 15 lat, do 2002 roku, gdy zaprezentowano następcę – znacznie nowocześniejszego, zapożyczonego od Renault Nissana Interstara.

### Silniki
- R4 2.5l Diesel
- R4 3.0l Diesel
- R6 2.8l Diesel